# Solférino (Schiff)

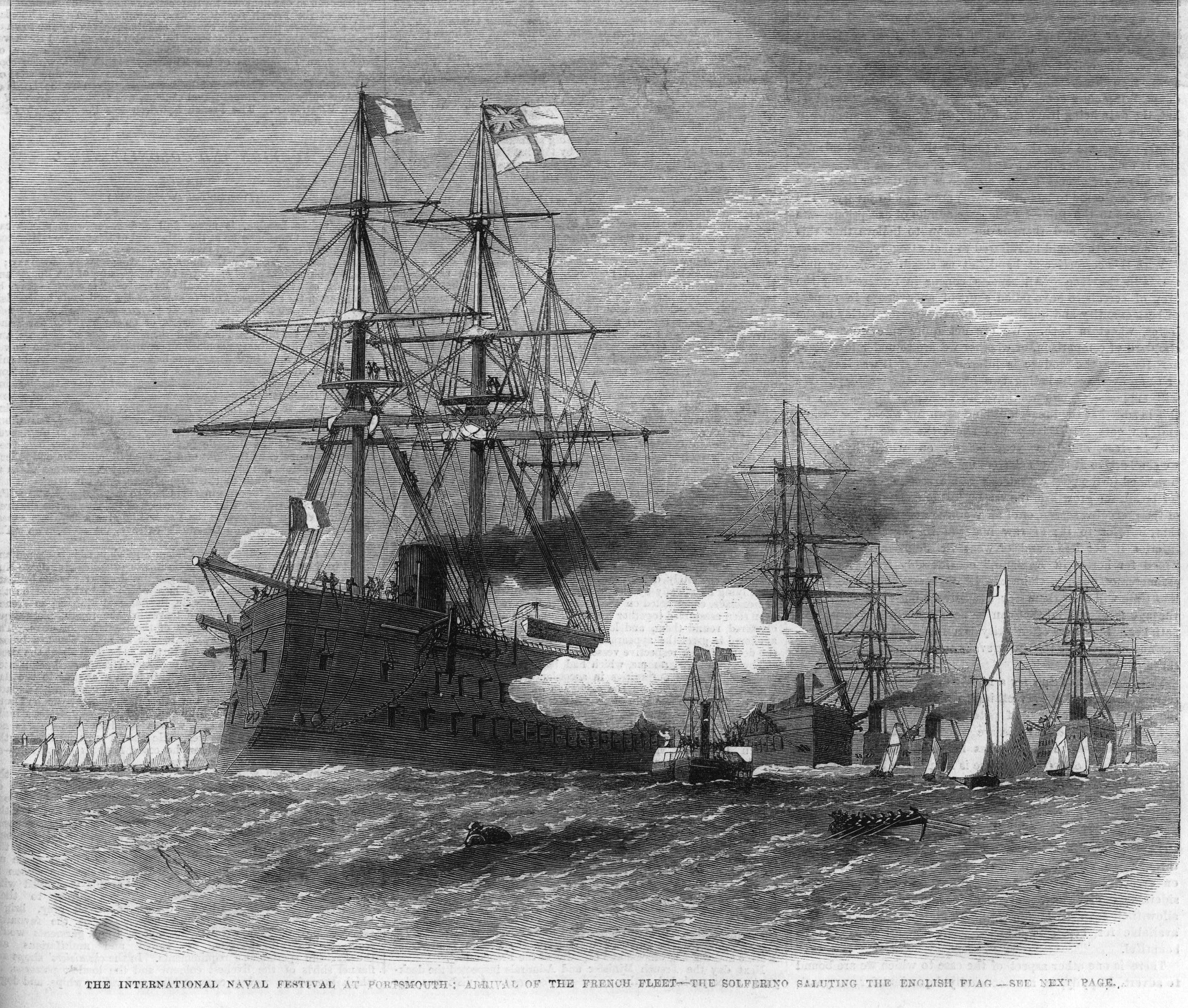
Die Solférino 1866 in Portsmouth

Die Solférino war ein Panzerschiff der französischen Marine.

## Geschichte
Bereits während des Baus des weltweit ersten Panzerschiffes, der La Gloire, regte Admiral Labrousse den Bau zweier größerer Schiffe an.
Die Solférino wurde am 24. Juni 1859 auf Kiel gelegt und lief zwei Jahre später, am 24. Juni 1861, vom Stapel. Sie war das zweite und letzte Schiff der Magenta-Klasse und wurde von Henri Dupuy de Lôme entworfen. Die Schiffe der Magenta-Klasse waren die einzigen Breitseitschiffe mit zwei Batteriedecks, die gebaut wurden. Diese Bauweise sollte Platz für möglichst viele Geschütze bieten. Sie waren auch die ersten Panzerschiffe mit Rammsporn. Dieser Rammsporn hatte ein Gewicht von 14 Tonnen. Auf ihrem oberen Batteriedeck befanden sich 24 Hinterlader vom Kaliber 16,4 cm. Im darunter liegenden weitere 26 Hinterlader des gleichen Kalibers. Bei starkem Seegang konnten die Pforten für die untere Batterie nicht geöffnet werden. Später wurde die Bewaffnung des oberen Batteriedecks auf zehn Kanonen des Kalibers 24 cm geändert. Die untere Batterie blieb unbesetzt. Vier weitere Kanonen mit 19,4 cm standen auf dem Oberdeck.
Auf Grund des hohen Gewichtes der Geschütze wurde an der Panzerung eingespart. So verfügte die Solférino nur über eine 150-mm-Panzerung entlang der Wasserlinie und eine von 120 mm entlang der Batterie.
Vom Entwurf her war die Solférino eine vergrößerte Version der ebenfalls von de Lôme entworfenen La Gloire.